# Concerto pour violon de Dutilleux
L'Arbre des songes
Le Concerto pour violon et orchestre d'Henri Dutilleux a été composé au début des années 1980 (1983-1985), à la suite d'une commande de Radio France.  Connu sous le titre : L'Arbre des songes, il fut créé, avec succès, le 5 novembre 1985 par son dédicataire Isaac Stern et l'Orchestre national de France dirigé par Lorin Maazel. L'œuvre est jouée d'un seul tenant, les quatre parties enchaînées et reliées par de brefs interludes.

## Analyse de l'œuvre
1. Premier mouvement : alternent des épisodes agitato et dolce - Interlude : motif de carillon avec le glockenspiel, le vibraphone et le piano.
2. Deuxième mouvement : mouvement brillant et exubérant - Interlude : le violon reprend le motif de carillon et le leitmotiv mélodique avec des trilles.
3. Troisième mouvement : mouvement lent, structuré par un dialogue entre le violon et le hautbois d'amour - Interlude : mouvement où le hautbois crée un climat de suspense.
4. Quatrième mouvement : final fougueux et intense avec une coda lumineuse.

## Intitulé des quatre mouvements et durée globale
1. Librement
  1. Interlude
2. Vif
  1. Interlude 2
3. Lent
  1. Interlude 3
4. Large et animé

L'œuvre dure approximativement 25 minutes.